# Pseudovalsella thelebola
Pseudovalsella thelebola är en svampart som först beskrevs av Elias Fries, och fick sitt nu gällande namn av Franz Xaver von Höhnel 1918. Enligt Catalogue of Life ingår Pseudovalsella thelebola i släktet Pseudovalsella,  och familjen Pseudovalsaceae, men enligt Dyntaxa är tillhörigheten istället släktet Pseudovalsella,  och familjen Melanconidaceae. Arten är reproducerande i Sverige. Inga underarter finns listade i Catalogue of Life.